# Ahmad II
Ahmad ibn Ismail (... – Bukhara, 24 gennaio 914) è stato un emiro della dinastia samanide.
Governò l'attuale Iran, Afghanistan, Uzbekistan, Turkmenistan, Tagikistan e Kirghizistan dal 907 al 913.

## Biografia
Ahmad viene menzionato per la prima volta all'inizio del 900, quando fu nominato governatore della città di Gorgan . Tuttavia, fu presto rimosso a causa del suo fallimento nel condurre una guerra contro i Justanidi di Daylam.
Ahmad divenne emiro quando suo padre (Ismāʿīl ibn Aḥmad) morì nel 907. Poco dopo, ricevette i diritti sul Sistan, ultimo possedimento della dinastia saffaride, dal califfo al-Muqtadir. Le lotte interne della dinastia, ormai indebolita, facilitarono la conquista. L'esercito di Ahmad partì da Farah a Bust. Lo stesso anno il generale turco di Ahmad Simjur al-Dawati ricevette la resa di Zarandj da Mu'addal. Completata la conquista dei Saffaridi (il quale diverrà uno stato vassallo), Ahmad nominò governatore del Sistan suo cugino Mansur ibn Ishaq.
Morì nel 914, dopo esser stato decapitato e gli succedette Nasr II, suo figlio.